# Pedomorfóza

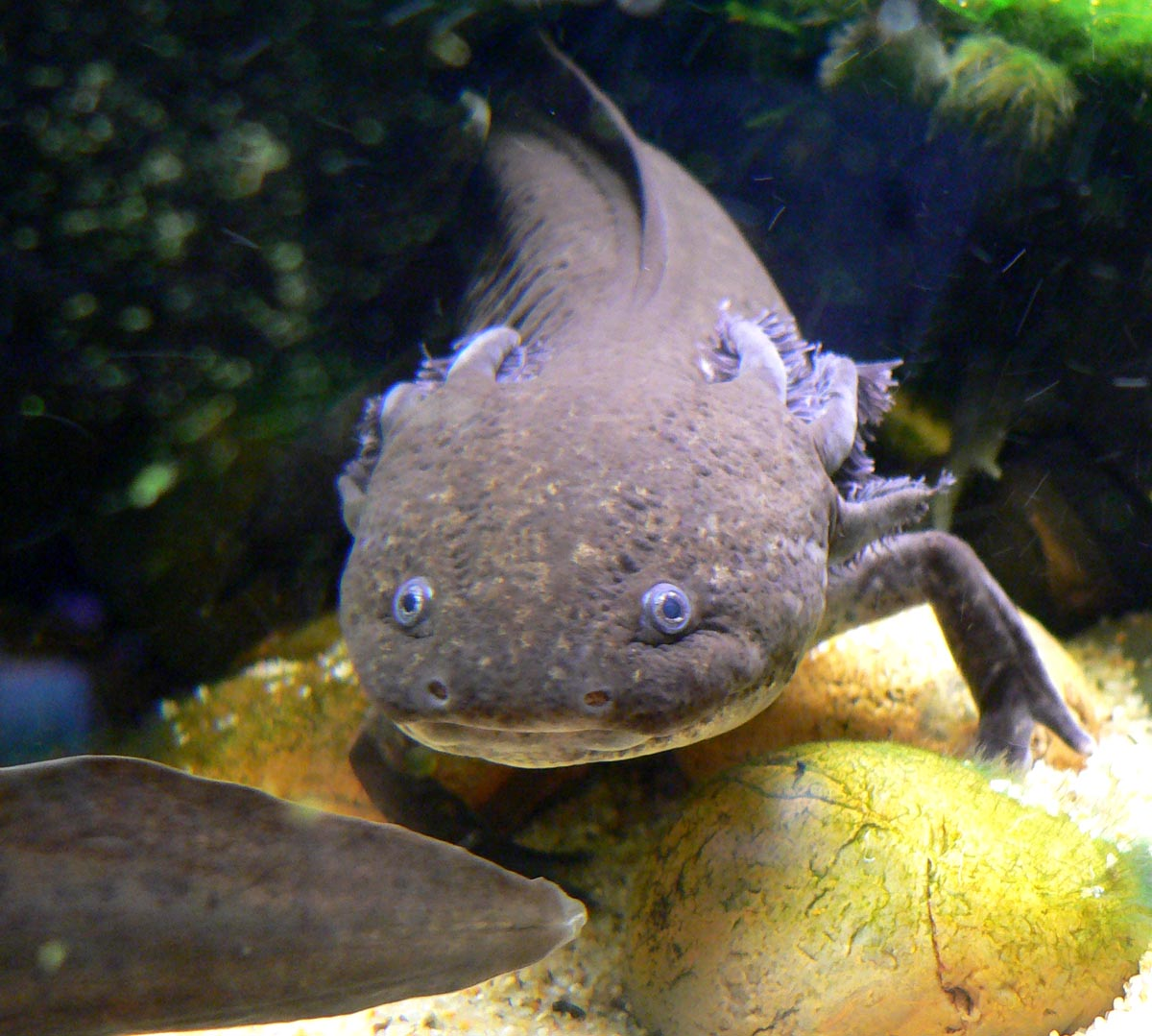
Axolotl mexický

Pedomorfóza je stav, kdy živočich dosáhne pohlavní dospělosti, ačkoli u něj stále přetrvávají juvenilní znaky. Jinak řečeno – pedomorfní jedinci jsou larvy, které jsou schopny pohlavního rozmnožování. Pedomorfózy může být dosaženo dvěma možnostmi heterochronického růstu: buďto zpožděním vývoje somatických orgánů (neotenie), anebo zrychlením vývoje reprodukčních orgánů (progeneze). Neotenie může být v některých zdrojích používána jako synonymní označení pro pedomorfózu.
Může se objevit u mnoha skupin živočichů. U některých živočichů se jedná přímo o jejich životní strategii. Nejznámějším příkladem je obojživelník axolotl mexický, u kterého je proměna v dospělce vzácnost. Dalším příkladem mohou být některé druhy mšic, nebo bejlomorek, či motolic.
Adolf Portmann pojímal člověka jako v mnohých aspektech neotenického primáta, u nějž mnohé juvenilní rysy přetrvávají do dospělosti.

## Neotenie u rostlin
V rostlinné říši se neotenie projevuje například u jarních efemér – rostlin s extrémně rychlým vývojovým cyklem. Ty jsou plodné už v době, kdy stav jejich vegetativních částí i rychlý růst ještě odpovídají stadiu semenáčku; na některých rozrazilech již dozrávají semena, ačkoli rostlina ještě nese děložní lístky.